# 山梨県道・長野県道11号北杜富士見線
山梨県道・長野県道11号北杜富士見線（やまなしけんどう・ながのけんどう11ごう ほくとふじみせん）は、山梨県北杜市の国道141号清里交差点を起点として八ヶ岳南麓を通過して中央道小淵沢インターを経由し、長野県諏訪郡富士見町の国道20号下蔦木交差点に至る県道（主要地方道）である。八ヶ岳高原ラインや八ヶ岳横断道、八ヶ岳公園道路、八ヶ岳高原道路などの愛称がある。

## 概要
中央自動車道 小淵沢インターチェンジに直接つながる道路で、中央道（特に諏訪・松本・名古屋・大阪方面）から八ヶ岳高原や清里高原方面へのアクセス道路としてインターの開通に合わせて八ヶ岳横断有料道路として整備された。現在は無料化されて供用されている。起点でもある東端は、国道141号（清里ライン）の清里交差点につながる。清里地区においては、駅前のメインストリートとしての機能も有する。また、長野県諏訪郡富士見町を走る国道20号の下蔦木交差点から中央自動車道へのアクセスにも用いられる。沿線には道の駅こぶちさわといった施設や観光地が建ち並ぶ。八ヶ岳ロードレースの開催会場になっている。
かつては山梨県側は16号、長野県側は7号だったが、1994年（平成6年）に両県間で11号へ統一された。
2004年（平成16年）11月1日に山梨県北巨摩郡高根町が合併により北杜市となったことに伴い、路線名が高根富士見線から現在の北杜富士見線に変更された。
長野県内の区間は短く、500m程度である。また、北杜市小淵沢町の久保交差点から、松木坂交差点までは、山梨県道17号茅野北杜韮崎線との重複区間となる。

### 路線データ
- 路線認定[3][4]
  - 起点：山梨県北杜市
  - 終点：長野県諏訪郡富士見町
  - 重要な経過地：なし
- 道路の区域
  - 起点：山梨県北杜市高根町清里（清里交差点＝国道141号交点）
  - 終点：長野県諏訪郡富士見町大字落合69番地の1[5]（下蔦木交差点＝国道20号交点）
  - 延長：約22 km
  - 実延長距離：山梨県 - km、長野県 653.5 m[5]
- 道路法第7条第1項該当号：5号[6]

## 歴史
- 1959年（昭和34年）8月1日：長野県道小淵沢停車場下蔦木線の認定[7]。
- 1971年（昭和46年）6月26日：建設省（現・国土交通省）が山梨県道清里停車場線の一部、山梨県道清里停車場美ヶ森線の一部、山梨県道小淵沢美ヶ森線、山梨県道・長野県道小淵沢停車場下蔦木線を主要地方道八ヶ岳公園下蔦木線へ指定[8]。
- 1972年（昭和47年）
  - 4月17日：山梨県が主要地方道八ヶ岳公園下蔦木線を認定。路線番号を16とする。
  - 9月11日：長野県道八ヶ岳公園下蔦木線の認定（整理番号7）[9]。
- 1976年（昭和51年）10月9日：八ヶ岳横断有料道路の供用開始。
- 1976年（昭和51年）12月19日：中央自動車道韮崎IC - 小淵沢IC開通。
- 1981年（昭和56年）10月15日：高根富士見線へ路線名変更[10]。
- 1993年（平成5年）5月11日：建設省から、主要県道高根富士見線が高根富士見線として主要地方道に再指定される[11]。
- 1994年（平成6年）4月1日：長野県側の路線番号を7番から11番へ変更[12]、山梨県側の路線番号を16番から11番へ変更。
  - 山梨県道11号は富士川富沢線（1977年廃止）、長野県道11号は上田茅野線（1993年廃止）で使われていた番号だった。
- 2001年（平成13年）10月8日：八ヶ岳横断有料道路の料金徴収期間の満了。翌日より無料開放。
- 2004年（平成16年）11月1日：北巨摩郡高根町が他の町村と合併し、北杜市になり、路線名も北杜富士見線へと変更[3][4]。

## 路線状況
中央自動車道は、大雪など気象が悪化すると山梨県・長野県の県境である小淵沢インターチェンジを境に通行止めになることが多い。そのため、併走する国道20号に下りるためにこの道路が利用されることとなり、しばしば渋滞が発生する。夏場や紅葉の観光シーズン期間は、午前中を除いて道路は混雑する。路面は比較的きれいな快走路である。冬季閉鎖はない。

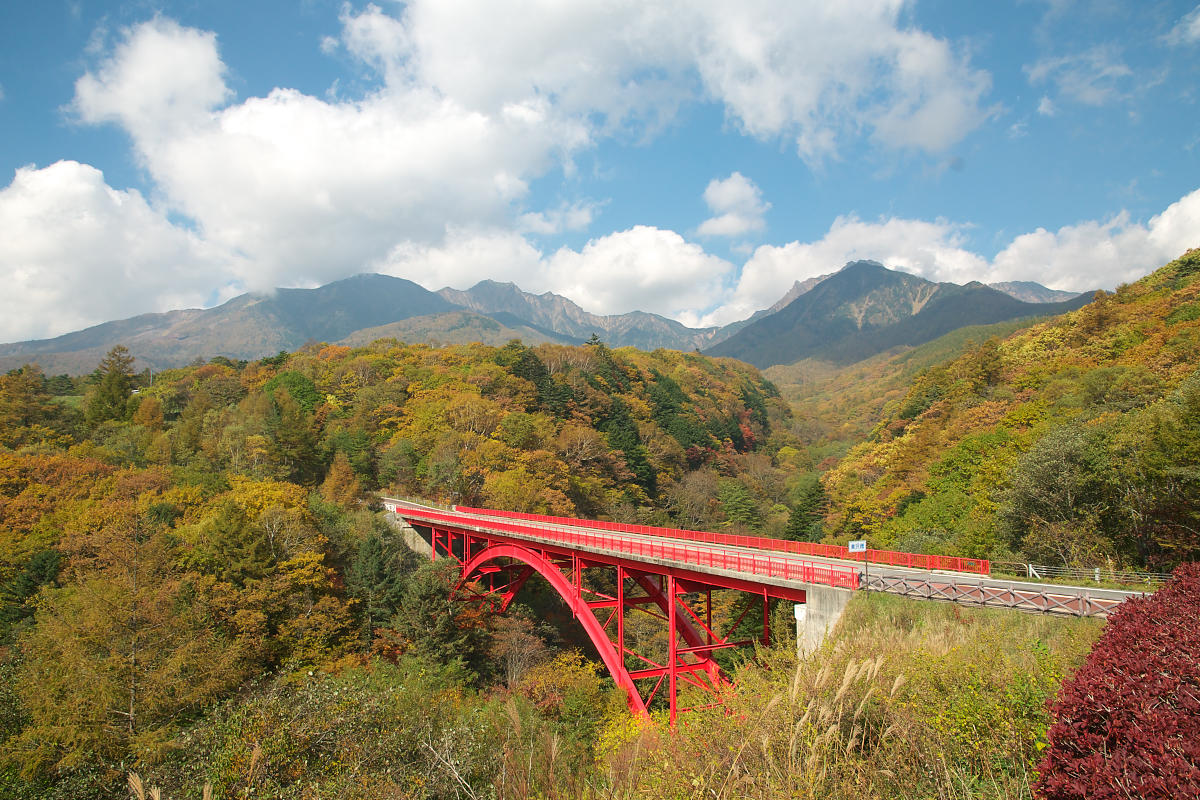
八ヶ岳高原ラインの東沢大橋

### 別名
- コスモス街道（清里地区）
- 八ヶ岳高原道路：清里と小渕沢を結ぶ区間の別名[2]。

### 重複区間
- 山梨県道17号茅野北杜韮崎線（北杜市小淵沢町・久保交差点 - 北杜市小淵沢町・松木坂交差点）

### 橋梁
- 東沢大橋（北杜市大泉町西井出）

### 道の駅
- 道の駅こぶちさわ（北杜市小淵沢町）

## 地理
山梨県の最北部と長野県南部にまたがる八ヶ岳（標高2899メートル）の南麓を東西に走る。県道の起終点の両端側にある清里と小淵沢は、いずれも人気の観光地である。ルートは緩やかなカーブと長めの直線路で主に構成される。有料道路として整備された区間は道路の線形がよいが、それ以降の山岳区間は八ヶ岳の稜線に合わせて作られたのでカーブが多い。また、インターチェンジは七里岩という台地の上に位置しており、国道20号へ至るためには松木坂と呼ばれる坂を通過する。この坂は古くに建設されたもので、とりわけ線形が悪い。
森林の中を走るところが多く眺望が常に良いわけではないが、沿線にいくつもの牧場があり視界が開けたところでは八ヶ岳を展望できる。山林を走る区間は紅葉の名所で知られ、清里高原にほど近い東沢大橋はそのスポットで人気が高い。

### 通過する自治体
- 山梨県北杜市
- 長野県諏訪郡富士見町

### 交差する道路

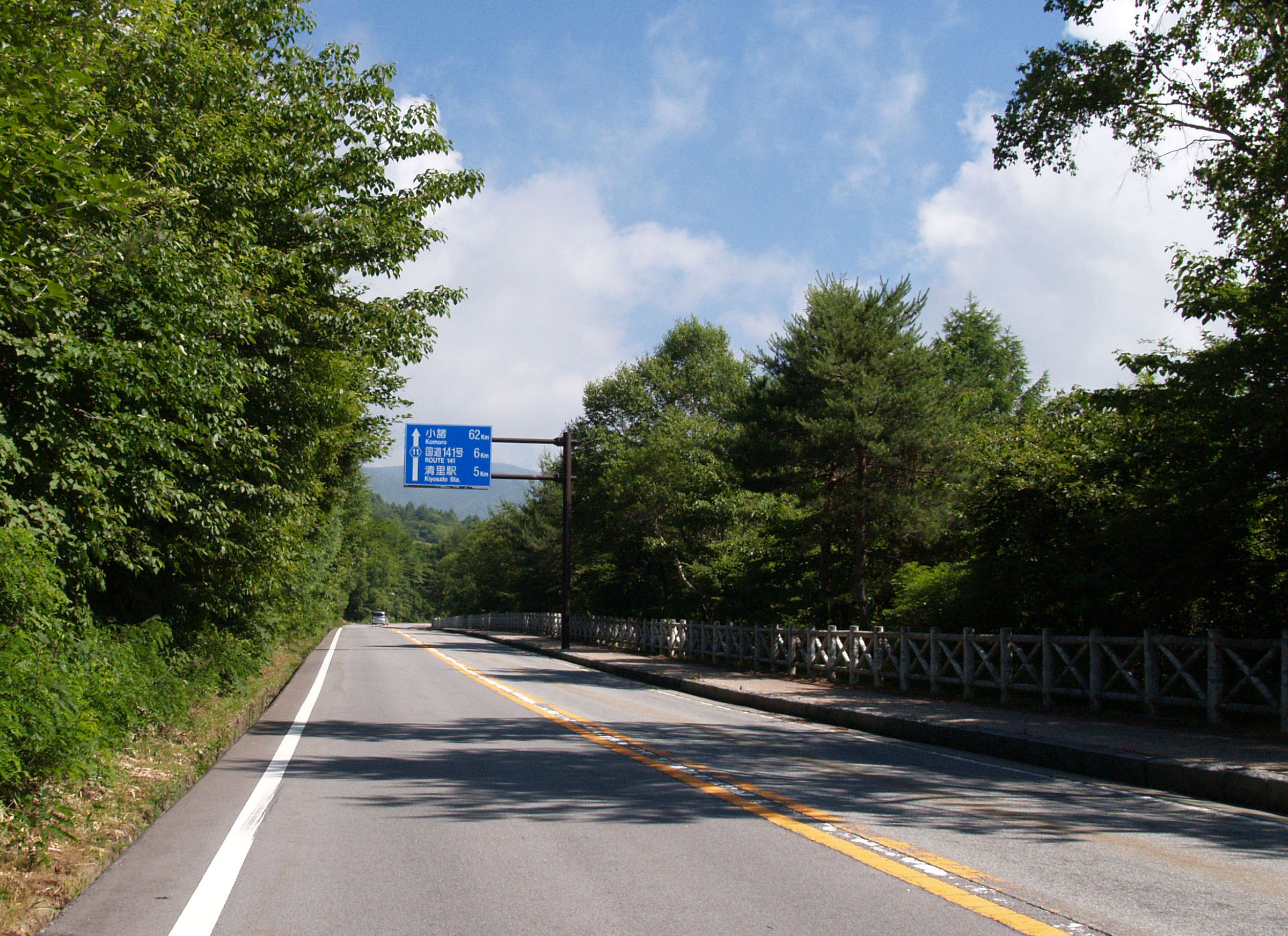
北杜市内（2011年7月）

- 国道141号（北杜市高根町・清里交差点、起点）
- 山梨県道28号北杜八ヶ岳公園線（北杜市高根町）
- 山梨県道615号美し森清里線（北杜市高根町・美し森交差点）
- 山梨県道28号北杜八ヶ岳公園線・山梨県道620号天女山公園線（北杜市大泉町・天女山入口交差点）
- 山梨県道609号小荒間長坂停車場線（北杜市長坂町・長坂町小荒間交差点）
- 山梨県道618号観音平下久保線（北杜市小淵沢町）
- 長野県道484号富士見原茅野線（北杜市小淵沢町）
- 中央自動車道 小淵沢インターチェンジ（北杜市小淵沢町）
- 山梨県道17号茅野北杜韮崎線（北杜市小淵沢町・久保交差点）
- 山梨県道17号茅野北杜韮崎線（北杜市小淵沢町・松木坂交差点）
- 国道20号（諏訪郡富士見町・下蔦木交差点、終点）

### 沿線にある施設など
- 萌木の里
- 清里ポーセリンミュージアム
- 清里駅
- 清里の森公園
- 清泉寮
- 八ヶ岳自転車道
- からまつ湖
- 山梨県立八ヶ岳牧場
  - まきば公園
- 天女山
- ネオオリエンタルリゾート八ヶ岳高原
- 風林火山館
- 棒道
- 小淵沢カントリークラブ
- 山梨県馬術競技場
- 山梨県立八ヶ岳スケートセンター
- 八ヶ岳リゾートアウトレット
- スパティオ小淵沢
- 日本アーツオブビューティ専門学校
- 花パークフィオーレ小淵沢